# Canterbury (nizina)
Canterbury (ang. Canterbury Plains) – aluwialna nizina w Nowej Zelandii, na wschodnim wybrzeżu Wyspy Południowej. Główne miasto leżące na nizinie to Christchurch. Na nizinie Canterbury panuje klimat umiarkowany ciepły.
Ważny region rolniczy kraju. Na nizinie Canterbury uprawia się zboża i rośliny pastewne oraz hoduje się owce.